# Polia tufa
Polia tufa är en fjärilsart som beskrevs av Smith 1905. Polia tufa ingår i släktet Polia och familjen nattflyn. Inga underarter finns listade i Catalogue of Life.